# Canon EF-S 17-85 мм
Canon EF-S 17-85 мм f/4-5.6 IS USM — зум-объектив для цифровых фотокамер Canon EOS, выпущенный в июне 2004 года.

## Описание
Объектив имеет байонет EF-S, диапазон фокусных расстояний от 17 до 85 мм и диафрагму от f/4 на коротком фокусном расстоянии до f/5,6 на длинном.
Объектив оснащён стабилизатором изображения (IS), позволяющим значительно снизить размытость изображения, вызванную сотрясением рук.
В объективе применён кольцевой ультразвуковой мотор для быстрой и практически бесшумной автофокусировки.
При использовании c цифровыми однообъективными зеркальными фотоаппаратами с матрицей формата APS-C (кроп-фактор 1,6) эквивалентное фокусное расстояние объектива составляет от 27.2 до 136 мм.
С объективом EF-S 17-85мм поставлялся в одном из трёх вариантах комплектации фотоаппарат Canon EOS 30D.

## Аксессуары
- Диаметр резьбы для светофильтров — 67 мм.
- Крышка объектива — E-67U / E-67II.
- Бленда объектива EW-73B.
- Мягкий футляр — LP1116.